# Sylvisorex corbeti
Sylvisorex corbeti — вид невеликих ссавців з родини мідицевих (Soricidae).

## Етимологія
|  | Ми присвячуємо цей вид Гордону Б. Корбету (Gordon B. Corbet), колишньому кураторові ссавців в Музеї природної історії в Лондоні |

## Опис
Дуже великий (найбільший вид роду) і темний чорно-коричневий вид із загальною довжиною 164 мм. Хвіст середньої довжини (64% довжини голови й тіла), без будь-якого довгого щетинистого волосся. Задні стопи довгі й вузькі. Череп великий і міцний.

## Поширення
Країна проживання: пн.-сх. Нігерія. Голотип знайдений в лісовому болоті на 1900 м.